# (2198) Ceplecha
(2198) Ceplecha es un asteroide que forma parte del cinturón de asteroides y fue descubierto el 7 de noviembre de 1975 por el equipo del Observatorio del Harvard College desde la Estación George R. Agassiz, Estados Unidos.

## Designación y nombre
Ceplecha fue designado inicialmente como 1975 VF.
Más tarde se nombró en honor del astrónomo checo Zdeněk Ceplecha (1929-2009).

## Características orbitales
Ceplecha está situado a una distancia media del Sol de 2,592 ua, pudiendo acercarse hasta 2,08 ua y alejarse hasta 3,104 ua. Su excentricidad es 0,1976 y la inclinación orbital 3,634°. Emplea en completar una órbita alrededor del Sol 1524 días.